# Ribaneng Community
Ribaneng Community är en gemenskap i Lesotho.   Den ligger i distriktet Maseru District, i den centrala delen av landet, 50 km söder om huvudstaden Maseru.